# Sint-Annakerk (Zobbenitz)
De Sint-Annakerk is een evangelische kerk in het Duitse dorp Zobbenitz in Saksen-Anhalt. De onder monumentzorg vallende kerk staat op de hoek van de Mittelstraße-Dorfstraße en behoort tot de Evangelisch-Lutherse Landskerk in Braunschweig.

## Geschiedenis en kerk
Het kerkje van Zobbenitz is een vakwerkbouw. Het kerkschip heeft een vlak plafond en het koor heeft een polygonale afsluiting. Over de westelijke gevel bevindt zich een daktorentje met een ingesnoerde spits. De Sint-Annakerk werd rond 1693 gebouwd op de plek waar eerder een kerk uit 1623 stond.
Het eenvoudige interieur bezit een orgel van de orgelbouwer Troch en een rijk, met beelden en plantmotieven gedecoreerd, preekgestoelte uit het jaar 1700. Aan weerszijden van het schip bevinden zich galerijen.
Op het kerkhof bevindt zich een bescheiden oorlogsmonument voor de gevallenen tijdens de Eerste Wereldoorlog.